# Mike McCarthy (Footballtrainer)
Michael John „Mike“ McCarthy (* 10. November 1963 in Pittsburgh, Pennsylvania) ist ein US-amerikanischer American-Football-Trainer. Von 2006 bis 2018 war er Head Coach der Green Bay Packers in der National Football League (NFL). Von Anfang 2020 bis Januar 2025 war McCarthy Head Coach der Dallas Cowboys.

## Privatleben
McCarthy verbrachte die ersten Jahre seines Lebens in seiner Geburtsstadt Pittsburgh. Sein Vater war u. a. als Feuerwehrmann und bei der Polizei tätig. Später betrieb er eine Kneipe. McCarthy heiratete 2008 Jessica Kress bei einer privaten Zeremonie in Maricopa County, Arizona. Zusammen haben sie zwei Töchter, Gabrielle Kathleen und Isabella Conroy. McCarthy hat auch eine Tochter, Alexandra, aus einer früheren Ehe.

## Spieler
In seiner Jugend spielte Mike McCarthy auf der Position des Tight Ends an der Baker University in Baldwin City, Kansas.

## Trainer

### College
1988 kehrte McCarthy nach seiner Tätigkeit als Hilfskraft in Fort Hays State University nach Pittsburgh zurück, wo er 1989 als Quarterback-Coach unter Paul Hackett an der University of Pittsburgh arbeitete. 1992 übernahm er den Posten als Coach der Wide Receiver. In der Offseason hielt er sich mit Nebenjobs über Wasser.

### Assistenztrainer
1993 wurde McCarthy Offensive Quality Control Assistant bei den Kansas City Chiefs, bevor er nach zwei Jahren zum Quarterback-Coach aufstieg. Er trainierte u. a. Rich Gannon, Elvis Grbac und Steve Bono. 1999 heuerte der spätere Head Coach der Green Bay Packers erstmals in „Titletown“ an, um dort ebenfalls auf der Position des Quarterback-Coachs Brett Favre zu trainieren. In dieser Saison warf Favre Pässe für 4091 Yards, die viertbeste Leistung seiner Karriere.
Nachdem die Packers im Nachgang zur Saison 1999 den kompletten Trainerstab entließen, arbeitete McCarthy als Offensive Coordinator bei den New Orleans Saints. Dort blieb er fünf Jahre und wurde im Jahr 2000 von der USA Today zum „NFC Assistant Coach of the Year“ gewählt.
In seinem letzten Jahr vor seiner Rückkehr nach Green Bay arbeitete McCarthy als Offensive Coordinator bei den San Francisco 49ers. Auf Grund vieler Verletzungen und einem Rookie-Quarterback (Alex Smith) erzielte das Team die wenigsten Punkte und erspielte sich den geringsten Raumgewinn.

### Head Coach in Green Bay
Am 8. Januar 2006 wurde McCarthy von General Manager Ted Thompson interviewt und bekam drei Tage später den Posten als Head Coach angeboten.
In seinem ersten Jahr als Head Coach beendeten die Packers die Saison mit einer Bilanz von 8:8, wobei sie die letzten vier Spiele, u. a. gegen die Chicago Bears, für sich entschieden. Für die Play-offs reichte dies jedoch nicht.
In der Saison 2007 führte McCarthy die Packers zu einer 13:3-Bilanz und schaffte es bis zum NFC Championship Game, in dem sie gegen die späteren Super-Bowl-Sieger, die New York Giants, in der Verlängerung verloren. Er unterzeichnete am 19. Januar 2008 einen Fünfjahresvertrag. Sein Gehalt stieg auf 3.400.000 Dollar pro Jahr.
Das Jahr 2008 war geprägt von der Diskussion um die Zukunft von Franchise-Quarterback Brett Favre. Auslöser war dessen "Rücktritt vom Rücktritt". Zu diesem Zeitpunkt hatten sich McCarthy und General Manager Ted Thompson jedoch bereits entschieden, auf den noch jungen und unbekannten Quarterback Aaron Rodgers zu setzen. Favre wurde für einen 4.-Runden-Draft-Pick zu den New York Jets getradet.
Sportlich war die Saison die schlechteste der McCarthy-Ära. Trotz eines soliden Auftritts von Rodgers, der mehr als 4.000 Yards warf und ein 93,8 Quarterback Rating verzeichnete, verloren die Packers zehn der 16 Saisonspiele. Zum Abschluss schlugen sie jedoch die Detroit Lions, die ihrerseits ihre Saison mit einer Bilanz von 0:16 beendeten. Die Packers wurden am Ende Dritter in der NFC North und verpassten die Play-offs.
In der darauffolgenden Saison zeigten die Packers einige Fortschritte, offenbarten jedoch auch Probleme. So verbesserte Aaron Rodgers seine Statistiken gegenüber der Vorsaison, musste jedoch auch 50 Sacks einstecken, Ligahöchstwert. Darüber hinaus gewannen die Packers zwar gegen Teams mit einer negativen Bilanz, verloren jedoch beide Spiele gegen die Minnesota Vikings mit Brett Favre. Sie verloren auch gegen die bis dato sieglosen Tampa Bay Buccaneers, schlugen in der Woche darauf jedoch die Dallas Cowboys. Danach folgten fünf Siege in Folge, und die Packers qualifizierten sich mit einem Sieg in der 16. Woche gegen die Seattle Seahawks zum 2. Mal unter McCarthy für die Play-offs. Die Packers verloren jedoch das Wildcard-Spiel gegen die Arizona Cardinals mit 45:51 in der Verlängerung.
Im Jahr 2010 führte McCarthy die Packers zu einer 10:6-Saison, und sie verloren nie mit mehr als vier Punkten Unterschied. Dies reichte, um hinter den Bears auf Platz zwei in die Play-offs zu rutschen. Die Packers schlugen dann nacheinander die Philadelphia Eagles, Atlanta Falcons sowie die Chicago Bears, die allesamt Heimrecht hatten. Den Super Bowl XLV gegen die Pittsburgh Steelers entschieden die Packers am 3. Februar 2011 mit 31:25 für sich und errangen somit den 13. Titel ihrer Vereinsgeschichte.
In den folgenden sechs Jahren führte McCarthy die Packers jedes Mal in die Playoffs, fünfmal gewannen sie auch die Division NFC North. Zweimal kamen sie auch bis ins NFC Championship Spiel, scheiterten aber an den Seattle Seahawks bzw. den Atlanta Falcons. Den Super Bowl erreichte er kein Mal mehr.
In der Saison 2017 verpassten die Packers zum ersten Mal seit 2008 die Playoffs. Auch in der Saison 2018 wurden die Playoffs unter McCarthy verpasst. Nachdem nur vier der ersten zwölf Spiele gewonnen wurden, gaben die Packers am 2. Dezember 2018 bekannt, sich mit sofortiger Wirkung von Mike McCarthy zu trennen.

### Head Coach in Dallas
Am 6. Januar 2020 wurde er als neuer HC der Dallas Cowboys vorgestellt. Mike McCarthy ist nach einer enttäuschenden Saison mit sieben Siegen und 10 Niederlagen von seinem Posten als Cheftrainer der Dallas Cowboys zurückgetreten, nachdem sein Vertrag ausgelaufen war.